# Janov (district de Bruntál)
Pour les articles homonymes, voir Janov.
Janov (en allemand : Johannesthal ; en polonais : Janów) est une ville du district de Bruntál, dans la région de Moravie-Silésie, en République tchèque. Sa population s'élève à 281 habitants en 2021.

## Géographie
Janov se trouve à 11 km au sud-ouest de Prudnik, à 21 km à l'est de Jeseník, à 29 km au nord de Bruntál, à 74 km au nord-ouest d'Ostrava et à 218 km à l’est-nord-est de Prague.
La commune est limitée par la Pologne au nord, par Jindřichov à l'est, par Město Albrechtice au sud, et par Petrovice à l'ouest.

## Histoire
La ville a été fondée en 1251 par l'évêque Bruno de Schaumburg et reçut son droits de cité en 1535, car on pensait alors qu'il existait de riches gisements de métaux précieux autour de la localité et que leur exploitation apporterait prospérité et richesse.

## Transports
Par la route, Janov se trouve à 14 km de Prudnik, à 16 km de Město Albrechtice, à 51 km de Bruntál, à 94 km d'Ostrava et à 278 km de Prague.